# 2012년 한국프로야구 승부조작 사건

2012년 한국프로야구 승부조작 사건은 2012년 한국프로야구에서 벌어진 한국프로야구 최초의 승부조작 사건이다. 2012년 대한민국 프로 축구의 K리그 승부조작 사건과 프로 배구의 V-리그 승부조작 사건의 전모가 밝혀지기 시작하면서 사건에 연루된 한 브로커가 한국프로야구에서도 승부조작이 이루어졌다고 밝히면서 본격적으로 프로 야구에서도 승부조작 사건이 수면 위로 떠오르게 되었다. 이 과정에서 많은 선수들이 승부조작을 했다는 의심을 받았고, 문성현, 박현준, 김성현이 검찰에 소환되어 조사를 받았다. 이들 중 박현준과 김성현은 승부조작 혐의가 인정되어 각각 불구속, 구속 기소되었고, KBO는 이 두 선수를 영구제명했다.

## 배경

### 의혹
2011년에 밝혀진 대한민국의 프로 축구 K리그 승부조작 사건을 시작으로 대한민국 프로스포츠계에 승부조작, 즉 돈을 대가로 경기의 내용이나 결과를 조작하는 행위가 암암리에 퍼져있다는 사실이 밝혀지기 시작했다. 2012년 2월에는 대한민국의 프로 배구 리그인 V-리그에서 승부조작이 발견되어 파문이 일었다. 그로 인해 대한민국의 프로 야구와 프로 농구에도 승부조작에 관한 의심이 돌았다. 야구 또한 합법 배팅 사이트의 배팅 방식으로는 승부 조작이 어렵지만, 불법 배팅 사이트에서의 배팅 방식에 따라 승부조작이 가능할 수도 있다. 승부 자체를 조작하기 힘든 야구의특성상 불법배팅 사이트에서는 선발 투수의 1회 볼넷 여부 등을 놓고 배팅이 이루어졌고, 투수만을 포섭해 쉽게 경기 내용을 조작할 수 있게 되었다. 수도권을 연고로 둔 팀의 에이스 등이 연루되었다고 알려졌다. 2월 13일에는 K리그의 승부조작을 꾸며 구속된 한 브로커가 V-리그의 승부조작 혐의로 수사를 받는 도중에 야구와 농구에도 승부조작이 있었음을 밝히면서 프로 야구에서의 승부조작이 사실로 밝혀졌다. 그 브로커는 불법 배팅 사이트에서 '첫 볼넷 맞히기' 등 승부와 결정적인 관련이 없는 기록을 두고 배팅이 이루어지는 것을 이용해 선발 투수를 포섭해 승부를 조작했다고 밝혔다. 야구에서의 승부조작은 주로 출전시간이 보장되는 주전 선발투수를 통해 이루어지며, 승부와 밀접한 관계가 없기 때문에 크게 눈에 띄지 않는 점이 특징이다. 그는 구단과 선수 이름까지 밝혔으나 언론에 공개되지는 않았다.
승부조작을 주도한 브로커가 밝힌 투수는 서울 연고팀(넥센, 두산, LG)중 한 팀에서 뛰고 있는 에이스 급 주전 투수 2명으로 밝혀졌다. 그는 2011년 시즌 중에 이 선수들을 포섭하여 첫 이닝 고의사구와 초구 볼에 대한 승부조작을 의뢰한 것으로 알려졌다. 그는 붙잡힌 또다른 브로커와 대구 지역 대학 야구 선수 출신으로 프로선수가 되는데 실패한 다른 한 인물과 함께 그들을 포섭했는데, 특히 야구선수 출신 브로커가 접촉한 두 선수 중 한 선수의 고교 선배로서 선수 포섭에 적극적으로 나선 것으로 밝혀졌다. 2월 15일에는 검찰에서 LG 트윈스 소속 선수 2명이라는 구체적인 진술이 보도되었다. 이와 같이 야구계에도 승부조작 파문이 커지자 해외에서 스프링 캠프 훈련 중이던 각 프로 팀들도 자체 조사에 나섰는데, 미국에 캠프를 차린 넥센 히어로즈의 자체 조사에서 투수 문성현이 불법 배팅 사이트에서 활동하는 한 브로커의 제안을 받았으나 거절했다고 밝혀 승부조작 조직의 존재 여부가 명백히 드러났다. 한편, 전 올스타 출신 야구 선수는 프로 야구 승부조작에 조직 폭력배가 개입했다는 고백을 하면서, 선수와 함께 코치도 포섭하는 방식이라고 밝혔다. 그러나 이 제보는 나중에 허위 제보로 밝혀졌다.
이 승부조작에 연루된 것으로 알려진 서울 연고 팀 LG 트윈스의 백순길 단장이 LG의 스프링 캠프 장소인 일본 오키나와로 급히 건너가 진위 여부 파악에 나섰다. 백 단장은 일본으로 떠나기 전에 자체적으로 선수들에게 승부조작 가담 여부를 물어봤고, 검찰에도 그들의 이름이 거론되었나 물어봤으나 사실 무근이었다고 반박했다. LG의 스프링 캠프는 휴식일이었던 2월 15일에 이러한 사건들이 대대적으로 보도되기 시작하자 뜨거웠던 분위기가 가라앉았다. LG 구단은 거듭해 선수 면담 결과 승부조작은 없다고 밝혔고, 검찰에 수사를 협조하겠다고 약속했다. 또다른 서울 연고 팀 중 하나인 두산 베어스도 자체 조사에서는 승부조작이 없는 것으로 파악되었다고 밝혔다. 서울에 연고지를 두지 않고 있는 롯데 자이언츠와 한화 이글스도 자체 조사를 통해 자신의 팀에는 승부조작에 관여한 선수가 없다고 밝혔다.
전지훈련을 떠난 각 팀의 감독들은 한결같이 의아하다며, 볼넷을 고의로 내주는 것은 굉장히 힘든 일이라 입을 모았고, 또한 자신의 팀 선수들이 고의로 볼넷을 내준다는 느낌을 받은 적은 없다고 밝혔다. 그러면서도 야구계에서 승부조작을 단절해야 한다는 측면에서는 의견을 같이했다. 또한 KBO는 전직 야구 선수를 사칭해 일부 언론에 허위 사실을 제보한 사람을 관할 경찰서에 수사를 의뢰하며 근거없는 소문을 일축시키고자 노력했다. 이 허위 제보자는 승부조작에 조폭이 개입되어있으며, 또한 선수들은 실책 등을 이용해 승부조작을 실행한다고 밝혔지만, 서울 출신이었던 해당 전직 야구 선수와는 다르게 경상도 사투리를 써 의심을 샀고, 곧 허위 제보임이 밝혀졌다. KIA 타이거즈의 윤석민은 트위터에 남긴 짧은 메시지로 자신은 승부조작에 관여한 적이 없음을 간접적으로 밝히며 야구 팬들을 안심시키기에 나섰다. 프로배구 승부조작 사건을 담당하고 있던 대구지검은 "정확한 진술 없이 대부분 소문"인 내용들이 언론에 보도가 되고 있다며, 구체적 정황이 없어 수사를 확대할 방침은 없다고 밝혔다. KBO는 검찰에 이러한 방침에 안심하면서도, 예방 조치를 취할 것이며 또한 승부조작 여부가 사실로 밝혀질 경우 단호한 대처를 할 것이라며 승부조작을 단절하겠다는 의지를 밝혔다. 한국프로야구선수협회도 추측성 보도는 자제를 촉구하면서도, 승부조작에 대해서는 발본색원하여 진실을 밝혀야 한다는 입장을 밝혔다.
언론에 실명이 보도되진 않았으나, 대한민국의 네티즌들은 승부조작에 연루된 LG 선수 두 명이 박현준과 김성현이라 추측했으며 이 두 선수의 이름과 승부조작 제의를 거절한 것으로 알려진 문성현의 이름까지 포털사이트의 실시간 검색어 상위권에 기록되는 등 언론 보도 전부터 공공연히 실명이 돌기 시작했다. 그러던 도중에 박현준의 이름이 언론에 보도되었고, 검찰에 소환될 것이라는 기사가 나오기 시작했다. 보도에 따르면, 첫 이닝 볼넷으로 경기를 조작했다는 진술이 확보된 것으로 알려졌다. 박현준은 2011년 시즌 LG의 에이스로 활약했으며, 1회 볼넷 횟수가 전체 5위를 기록했다. 그러나 일본 오키나와에서 전지훈련 중이었던 박현준은 승부조작 사실을 여전히 부인했고, 그의 불안정한 제구력을 이유로 고의로 판단하긴 힘들다는 외부 의견도 있었다. 박현준은 브로커를 접촉한 적도 없다고 해명했고, LG 구단도 그와의 면담을 토대로 그의 승부조작 가담 여부에 대해 사실무근이라는 입장을 밝혔다. 이후 박현준은 언론과의 접촉을 피하며 승부조작 혐의에 대해서 침묵으로 일관했다. 의심을 받았던 또다른 선수인 김성현도 구단 자체 면담과 언론 매체와의 인터뷰를 통해 승부조작 사실을 부인하면서, "원래 1회에 잘 못던졌다"고 해명했다.
이와같은 추측 섞인 보도가 지속되자 아구계에서는 말도 안된다는 의견과 승부조작은 의견과 엄단해야 한다는 의견이 공존했으며, 또한 추측성 보도는 자제해야 한다고 언론에 촉구하였다. KBO 현직 심판위원들도 승부조작 사실에 대해서 "전혀 눈치 채지 못했다"며 놀라워했고, 한 심판은 "소문조차 없었다"며 언론 보도에 대해 반신반의했으나, 승부조작을 엄단해야 한다는 의견에는 목소리를 같이했다. 한국프로야구 은퇴 선수를 주축으로 만들어진 일구회는 언론의 추측성 보도와 승부조작이 아닌 경기조작, 승패에 큰 영향을 끼치지 않는 경기 내용을 일부 조작하는 것에 대해 언론이 대대적으로 보도하고 있다는 점에 대해 유감을 표시하면서도, 검찰에는 수사를 촉구하며 경기조작의 뿌리를 뽑아야 한다고 밝혔다. 하지만 일각에서는 소문에 떠밀려 수사를 시작하는 것은 바람직하지 않다는 의견도 나왔다. 한국 프로 스포츠계의 승부조작 사건들을 수사하고 있던 대구지검도 야구 승부조작을 전담하는 팀을 구성하지 않는다며, 소문만으로 선수를 소환할 수 없다하며 박현준의 소환설을 일축했다.

### 수사 시작
2012년 2월 16일, 프로 배구계에서 승부조작 몇 건이 사실로 확인되면서 야구계에 향한 의혹의 시선도 훨씬 많아졌다. 또한 대구지검 검찰은 박현준과 김성현에게 첫 회 볼넷의 대가로 수백만원을 지급했다는 한 브로커의 진술을 확보하면서, 구체적인 진술이 확보되어 의혹을 사고 있는 부분에 대해서 수사에 착수하면서 본격적인 의혹 파헤치기에 나섰다. 박현준과 김성현만이 진술을 토대로 본격 수사 대상에 포함되어 검찰에 소환될 방침이었으나, 승부조작을 제의한 사례에 대해 속속히 제보가 들어오면서 프로 야구계 전체로 수사가 확대될 가능성이 커졌다. 또한 승부조작 제의를 받았다고 고백한 문성현도 참고인 자격으로 소환될 방침임이 알려졌다.
대구지검은 브로커의 진술을 토대로 승부조작 의혹을 받고 있는 선수들의 금전거래, 휴대폰 통화, 문자 내역 등을 조사해 증거를 확보한 뒤 해당 선수들을 소환할 날짜를 잡기로 했다. 이와 더불어 각 프로 스포츠계에 발을 담군 브로커들을 확대 수사하기로 결정했고, KBO에는 경기 기록지 등 수사에 도움이 될 자료들에 대해 협조를 부탁하는 등 본격적인 수사에 나섰다. 검찰은 일본에서 전지훈련 중이던 박현준과 문성현을 전지훈련이 끝나기 전에 한국으로 소환할 방침을 세웠으며, 또한 한국에서 훈련 중이던 김성현도 소환하기로 결정하였다. K리그 승부조작 사건에 연루되었던 브로커 2명이 야구에도 연루되어 있다는 진술을 확보한 검찰은 밝혀진 브로커의 수가 5명으로 늘어남에 따라 더욱 많은 선수들이 승부조작 제의를 받았을 것이라 판단하고 수사를 다른 구단과 선수들에게 까지도 확대했다. 또한 각 구단들이 자체조사를 벌인 뒤 총 3개 구단이 검찰에게 자신의 팀 선수가 승부조작 제의를 받으나 거절했다고 밝혀와 승부조작이 광범위하게 시도된 정황이 포착되었다. 브로커 강씨는 연예계에 친맥을 활용해서 선수들을 매수했고, 이와 더불어 유명 연예인이 브로커와 금전거래한 정황이 확인되어 연예계까지 승부조작 파문이 퍼져있음이 밝혀졌다.
이와 같이 검찰의 수사가 확대되어 프로 야구 뿐만 아닌, 대한민국 프로 스포츠계에 승부조작 혹은 승부조작 파문이 일자 2월 21일에는 대한민국 정부가 직접 나서서 체육계에 만연한 비리를 근절하기 위한 대책을 마련했다. 문화체육관광부 장관인 최광식 장관 주최로 열려 관련 부처와 한국프로야구연맹 구본능 총재 등 프로 스포츠계 총재들이 모여 가진 합동회의에서 경기의 승부를 조작한 선수들을 일벌백계하는 무관용 원칙을 철저하게 적용하기로 방침을 세웠고, 이와 별개로 선수들의 복리를 개선시켜 승부조작의 유혹에 넘어가지 않도록 하며 불법스포츠 도박사이트에 대한 감시를 강화시키는 방안 등을 추진하기로 결정하였다.

### 조사
2월 28일, 대구지방검찰청은 국민체육진흥법 위반 혐의로 LG 트윈스 선수인 김성현을 체포했다. 김성현은 8시간가량 조사를 받았고, 넥센 시절이던 2011시즌 4~5월 브로커와 짜고 두 차례에 걸쳐 일부러 '1회 첫 볼넷'을 던져 승부를 조작하고 이에 따른 사례금 1000만 원을 챙긴 혐의를 받았다. 검찰은 김성현이 대학 야구 출신 고교 선배인 브로커 김 모씨와의 자금 흐름 등 구체적 정황을 묻자 대부분 혐의를 시인했다고 전했다. 2월 29일, 대구지검은 승부조작에 가담한 혐의로 김성현에 대해 구속 영장을 청구했고, 3월 1일, 대구지방법원은 "증거를 없애거나 도주할 우려가 있다"며 영장을 발부했으며, 김성현은 구속 소감되었다. 김성현의 변호사는 "승부조작을 한 사실은 인정하지만, 승부조작에 실패한 뒤부터 브로커들의 협박과 공갈에 못 이겨 자신이 받은 사례비에 집 보증금까지 보태 3000만원을 뜯기기도 했다"고 주장했다.
한국프로야구연맹은 2월 28일에 조사를 받고 있던 김성현과 승부조작 가담 혐의가 짙었던 박현준을 제한 선수로 묶고 법원의 결정이 내려질 때까지 경기 출전을 금지했다. 또한 KBO는 양해영 사무총장 주재로 긴급 간부회의를 열고 논의 끝에 승부조작 혐의가 사실로 드러나면 강력한 조치를 취하겠다는 강한 태도를 보였다.
2월 29일, 넥센 히어로즈 투수 문성현은 전지훈련지인 일본 가고시마에서 잠시 귀국해 참고인 자격으로 검찰에 출두했다. 조사를 받은 뒤 곧바로 귀가 조치되었고, 별다른 사항 없이 3월 2일 가고시마 전훈지로 돌아가 팀 훈련에 복귀했다.
2월 29일, LG 투수인 박현준 또한 검찰 출두를 위해 일본 오키나와에서 전지훈련 중 귀국했고, 입국 당시 미소를 짓는 등 당당한 모습을 보이며, 결백을 주장했다. 박현준은 3월 2일 대구지검에 출석해 약 8시간 동안 조사를 받았고, 브로커 김 모씨, 김성현간의 대질심문도 받았다. 그러나 박현준은 곧 브로커 김 모의 제안으로 2011년 8월 2차례에 걸쳐 승부조작을 했고, 경기당 2~300여만원을 받은 혐의를 시인했다. 검찰은 박현준이 혐의 상당 부분을 인정함에 따라 불구속 상태에서 수사를 계속한 뒤 기소할 계획을 세웠다.

## 조사 종료 및 판결
김성현과 박현준의 혐의가 사실로 드러난 후, 대구지검은 수사의 확대 계획이 없다고 밝히고 혐의를 시인한 두 선수를 중점으로 조사를 계속 진행하였다. 이 같은 검찰의 태도에 "프로야구 개막 전에 조사를 끝내기 위함"이 아니냐는 의심이 여론에서 논란이 일자, 검찰은 2월 8일에 1주일 뒤에 수사 결과를 발표하겠다며, 다른 승부조작의 정황이 발견되면 수사를 확대하겠다며 논란을 잠재웠다.
반면 한국프로야구연맹과 두 선수의 소속팀이었던 LG 트윈스는 각각 자신들의 홈페이지에 야구 팬들에게 사과문을 작성해 공개하였다. LG 트윈스는 3월 6일에 김성현과 박현준을 퇴단 조치하기로 결정했으며, 사법적 결과에 따라 KBO에 영구 제명하는 조치를 요청하겠다며 사태 수습에 안간힘을 썼다. 여기에 3월 7일에는 김성현이 승부조작을 한 혐의가 있는 시점에 김성현의 소속팀이었던 넥센 히어로즈 또한 공식 사과문을 홈페이지에 올렸다.
3월 14일, 대구지검은 프로스포츠 승부조작에 대한 수사 결과 발표를 했다. 검찰은 국민체육진흥법 위반 등으로 김성현을 도주 우려가 있다는 이유로 구속 기소하고 박현준은 불구속 기소했다. 김성현은 모두 3차례의 경기를 조작해 700만원을 받았고 박현준은 2차례에 걸쳐 승부조작에 가담해 500만원을 받은 혐의가 인정되었다.
수사 결과가 발표된 후에도 김성현 측과 박현준 측은 팽팽하게 대립각을 세우며 맞섰다. 박현준 측은 박현준이 이미 승부조작에 가담했다 실패해 브로커의 협박에 돈을 잃은 김성현을 위해 스스로 브로커를 찾아가 승부조작을 하겠다 말했다고 주장했다. 5월 24일, 박현준은 두산전에서 1회 볼넷에 성공하고 사흘 뒤 500만 원을 받았다. 박현준 측은 박현준이 그 돈을 김성현한테 줬으나 김성현의 가족은 자신들은 돈을 받은 적이 없다고 말했다고 주장했다. 반면 김성현은 돈을 받은 적이 없다 주장했고, 검찰 측은 정황상 박현준의 진술이 브로커의 진술과 엇갈리는 등의 이유로 간접적으로 김성현 측의 주장에 손을 들어줬다.
3월 29일, 대구지검은 결심공판에서 프로야구 승부조작에 가담한 김성현에게 징역 10월에 추징금 700만원, 박현준에게 징역 6월에 추징금 500만원을 각각 구형했다.
대구지방법원은 4월 18일에 선고 공판을 열어 김성현과 박현준의 유죄 판결을 내렸다. 김성현과 박현준 모두 징역 6개월에 집행유예 2년을 선고하고 120시간의 사회봉사 명령을 받아 실형을 면했고, 추징금으로는 김성현에게 700만원, 박현준에게 500만원을 선고했다. KBO는 두 선수들의 위법행위가 인정받으면서 규약 위반으로 두 선수들을 영구실격 처분을 내려 평생 동안 KBO 산하 프로 및 아마추어 경기에서 뛸 수 없게 처벌하였다.

## 영향
승부조작으로 영구 실격 된 박현준과 김성현의 소속팀이었던 LG 트윈스는 초반 선전에도 불구하고 7위로 2012년 시즌을 마감했다. LG는 시즌 초 최하위를 예상했던 전문가들의 견해와 달리 나름 선전을 펼쳤으나, 2011년 시즌에서 13승을 올린 박현준의 공백을 메우지 못해 10년 연속 포스트진출 실패라는 불명예를 안았다.  팬들이 결백을 믿었던 선수들이 범죄 사실을 시인하면서 팬들의 관심이 시들고 반응이 싸늘해져 700만 관중 돌파가 가능할지에 대한 의문점이 생겼지만, 당초 우려와 달리 프로야구 시범경기부터 구름관중이 경기장에 입장하며 더욱 뜨거워진 인기를 실감케 했다. 시범경기 개막 2연전에서 무려 10만 1351명이 경기가 열렸던 네 경기장을 찾았으며, 3월 18일에는 네 개 구장에서 5만 7508명 관중을 동원해 역대 시범경기 최다 관중을 동원했다. 이는 승부조작 파문에 따른 저조한 흥행 예상을 뒤엎는 결과였는데, 이는 비교적 빨랐던 수습 과정과 단 두 명의 연루자가 나왔던 수사 결과 덕분에 승부조작에 대한 반감이 비교적 적었기 때문이라고 풀이된다. 또한 박찬호, 이승엽 등 해외파 선수들의 국내 무대 복귀가 승부조작으로 인한 영향력을 최소화 시키며 시범경기 관중의 비약적인 증가에 큰 몫을 했다는 시각이 지배적이다. 실제로 시즌 후반에 역대 한 시즌 최다 관중 기록을 돌파했으며, 이를 넘어 715만 6157명을 기록해 개막 전 목표였던 700만명을 뛰어넘어 승부조작 파문의 영향력이 그리 크지는 않았음이 증명되었다.

## 같이 보기
- K리그 승부조작 사건
- 칼초폴리
- 스타크래프트 승부조작 사건
- 2013년 유로폴 승부조작 수사
- 블랙삭스 스캔들
- 검은 안개 사건
- 중화 직업봉구 대연맹 승부조작 사건
- V-리그 승부조작 사건